# Rafael Alfaro Kotte

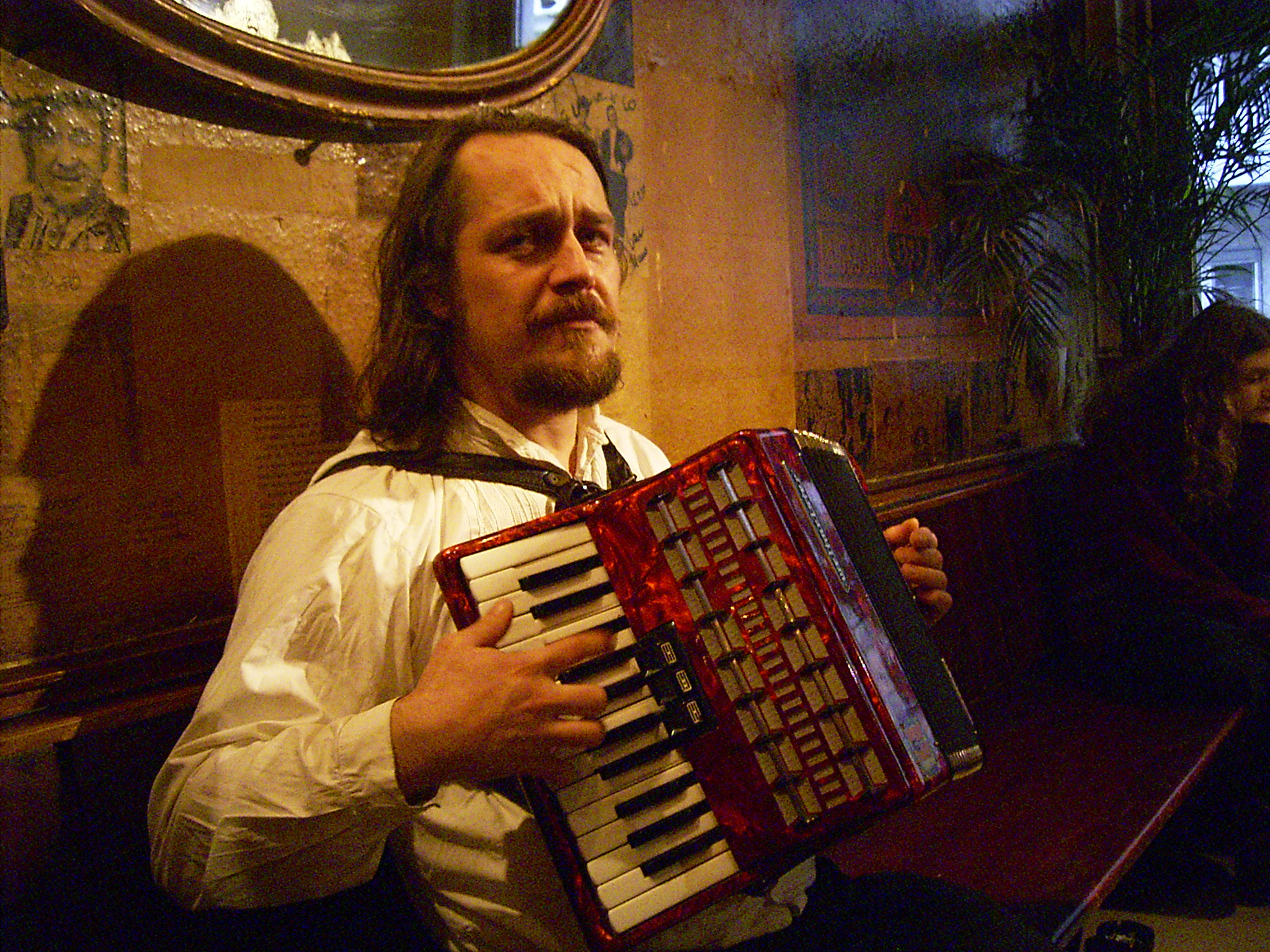
Rafael Alfaro Kotte bei einem Auftritt im „Litfass“ in Freiburg im Breisgau, 2004

Rafael Alfaro Kotte (* 19. September 1962 in Dortmund; † 16. September 2005 in Freiburg im Breisgau) (auch „Ratzel Alfhardt“) wuchs in Weener/Ostfriesland auf und war Akkordeonist und Komponist.

## Leben
Rafael Alfaro Kotte lernte von 1972 bis 1981 Piano-Akkordeon, Klavier und Kompositionslehre bei seinem Großvater Paul Siegfried Gottfried Kotte, klassische und Flamenco-Gitarre im Selbststudium und bei Burkard Gröbl(Musiker aus Freiburg). Seit 1977 komponierte er Stücke für Gitarre, Akkordeon und Klavier. Seine Musik war oft spanisch-orientalisch gefärbt, verband aber letzten Endes eine europäische Melodieführung mit harmonisch-barocken Bauprinzipien. Sehr stark war seine Musik beeinflusst von Strömungen internationaler Volksmusik, wie Musettes, Tangos, Polkas usw.
Anfang der 1980er Jahre zog er nach Freiburg im Breisgau, um dort zu studieren. In Freiburg spielte er über die Jahre hinweg mit vielen Musikern der Freiburger Musikerszene und war bekannt in der gesamten Künstlerszene. 1989 komponierte und musizierte er für das Wallgraben-Theater in Freiburg, immer wieder spielte er seine Kompositionen mit dem Akkordeon während vieler Aufführungen des Kinder- und Jugendtheaters Freiburg, spielte zur Eröffnung des Stadttheaters Pforzheim 1990, sang Tango mit dem argentinischen Bandoneonisten Miguel Fernández zum 80. Geburtstag von Juan Manuel Fangio auf einem Festakt 1991 in Stuttgart.
1996 gründete er zusammen mit Franz Lindlar und Jürgen Sutter Grupo Solfeo. Von 1998 bis 2001 arbeitete er in Brandenburg und wohnte in Potsdam, wo er Kontakte knüpfte zu dem Holzbildhauer Gerhard Gampfer (1940–2000). Danach arbeitete er als freischaffender Musiker und Komponist in Freiburg. Seine Kompositionen wurden u. a. gespielt von Carmen Hey und HotelOst (Mainz). Für das Figurentheater Laura Anderland von Anne Thaler komponierte er die Begleitmusik. 2004/05 komponierte er die Filmmusik für den Film Liebende von Raphael Maria Büchel. 2005 starb Alfaro Kotte an einem Herzinfarkt.

## Grupo Solfeo
Grupo Solfeo (spanisch solfeo: solfeggieren oder nach Noten musizieren) gründeten sich 1996 in Freiburg im Breisgau um den Akkordeonisten Rafael Alfaro Kotte unter dem Namen „Trio Solfeo“. In der Ursprungsbesetzung bestand Trio Solfeo aus Alfaro Kotte, dem Gitarristen Franz Lindlar (bis 2002) und dem Kontrabassisten Jürgen Sutter (bis 2001). 2000/01 erweitert sich die Gruppe um den Geiger Thomas Zipp und den Bassisten Arnd Schröder. Seit 2001 spielte die Gruppe in der Besetzung Alfaro Kotte, Akkordeon, Katharina Mlitz-Hussain, Violine und Johannes Büttner, E-Bass. Nach dem Tod von Alfaro Kotte 2005 löste sich die Gruppe auf.
Die Musik des Grupo Solfeo zeichnete sich dadurch aus, dass sie ausschließlich Kompositionen von Alfaro Kotte spielte und war geprägt von Musettes, Walzern, Tangos, Csárdás, Polkas und anderen Strömungen der europäischen Volksmusik.
Musiker:
- Rafael Alfaro Kotte, Akkordeon, Gitarre
- Franz Lindlar, Gitarre
- Jürgen Sutter (* 1970), Kontrabass
- Thomas Zipp, Violine
- Arnd Schröder (* 1960), Kontrabass, E-Bass
- Katharina Mlitz-Hussain (* 1968), Violine
- Johannes Büttner (* 1969), E-Bass, Klavier, Posaune, Tuba

Tonträger CD:
- Grupo Solfeo „Ansia“ 2003

In einer Rezension der Badische Zeitung vom Freitag, 27. Juni 2003 in der Rubrik CD-TIPP heißt es dazu:
Weltreise in 18 Miniaturen: Grupo Solfeo mit „Ansia“. Vom Großvater in Ostfriesland hat er seine Akkordeonkünste, das spanische Erbe führte ihn später als Autodidakt zur klassischen und Flamenco-Gitarre. Iberischer Funke und friesische Kühle - geht das? In Rafael Alfaro Kottes Kompositionen lassen sich noch weit mehr Folklore-Anspielungen auf befruchtende Beziehungen ein. Mit seinem Trio bewandert der Wahlfreiburger in 18 Miniaturen spielfreudig die Weltkarte. Unterstützt durch die mal feurige, mal melancholisch seufzende Violine von Katharina Mlitz-Hussain und den soliden Begleitbass von Johannes Büttner geleitet er uns durch 1001 Nacht. Ahnungen der schweren russischen Seele schleichen sich ein, ein munterer Musette-Walzer dreht sich, Klezmer und ungarische Stimmungen à la Brahms lassen grüßen, verschmitzt paaren sich Tango-Versatzstücke mit klassischen Bausteinen.

## Quelle
- Rezension der Badische Zeitung vom Freitag, 27. Juni 2003 in der Rubrik CD-TIPP